# Torrijo de la Cañada
Torrijo de la Cañada – gmina w Hiszpanii, w prowincji Saragossa, w Aragonii, o powierzchni 74,57 km². W 2011 roku gmina liczyła 281 mieszkańców.